# Avatha discolor
Avatha discolor  là một loài bướm đêm thuộc họ Erebidae. Nó được tìm thấy ở Indo-Australian và Thái Bình Dương tropics to về phía đông đến đảo Henderson.
Recorded food plants are Nephelium, Sapindus, Callicarpa và Callicarpa.